# Бек, Иоганн фон
Иоганн фон Бек (нем. Johann von Beck), или Жан де Бек (фр. Jean de Beck; 1588, Люксембург — 30 августа 1648, Аррас), барон де Бофор — военачальник Священной Римской империи и Испанских Нидерландов, участник Тридцатилетней войны.

## Биография
Сын Пауля Бека, курьера Совета Люксембурга к Большому Мехеленскому совету, и Катарины ван Ронкарт. Отец хотел, чтобы сын со временем занял его место, но тот в 13 лет сбежал из дома и принял участие в осаде Остенде. Вернувшись из армии в 1610 году, Иоганн некоторое время занимался доставкой депеш, но это занятие его не устраивало, и он с благодарностью принял должность квартирмейстера в полку Себастьяна Бауэра фон Хитцингена, а в 1617 году в чине капитана перешёл в полк Флорана де Берлемона.
Тяготясь гарнизонной жизнью, Бек добился назначения в армию Спинолы, воевавшую в Пфальце. В дальнейшем продолжал военную службу в Германии, в списке 1627 года указан как подполковник имперской армии. В 1633 году стал командующим пражским гарнизоном. Валленштейн, затеявший тайные переговоры с противником, всячески пытался привлечь Бека на свою сторону, но безуспешно. Тот остался верен императору и содействовал разоблачению заговора генералиссимуса.
За военные действия под Регенсбургом, оборону Нюрнберга от войск Густава Адольфа и вклад в снятие осады Ингольштадта Бек был награждён, получив в собственность полк Альдрингена (1634), сеньорию Видумб в Богемии, чин генерал-фельдвахтмейстера (16.6.1634), замок Рингсхайм (1635), а 18 апреля 1637 титул барона Священной Римской империи.
В 1636 году воевал в Эльзасской армии, финансировавшейся совместно королем Испании и императором. После тяжелой кампании против шведов, Бек в 1637 году был послан в Люксембург, являвшийся имперским леном, чтобы привести укрепления герцогства в состояние обороны. 6 марта 1638 он был назначен командующим войсками в Люксембурге, в том же году содействовал оказанию помощи Сент-Омеру. 7 июня 1639 в битве при Тионвиле командовал авангардом войск фельдмаршала Пикколомини и спас Тионвиль, разбив под его стенами французскую осадную армию и взяв в плен её командующего генерала Фёкьера. Считая себя обойденным наградами, с согласия императора перешёл со своим полком на испанскую службу, где был принят в ранге генерал-сержанта баталии (генерал-майор). 21 июня 1639 произведен в имперские генерал-фельдмаршал-лейтенанты.
В апреле 1640 назначен генерал-кампмейстером Эльзасской армии, возглавлявшейся герцогом Лотарингским. В его подчинении были Фадрике Энрикес, кастеллан Милана, и маркиз де Леде, занимавшие посты генералов кавалерии и артиллерии.
6 июля 1641 вместе с генералом Ламбуа одержал победу при Ла-Марфе, а 7 декабря отвоевал у маршала де Ла-Мейере Эр.
18 января 1642 Иоганн фон Бек был назначен генерал-капитаном и губернатором герцогства Люксембург и графства Шини. 2 марта прибыл в столицу герцогства, где население устроило праздничную встречу (за все время иностранного владычества он был первым люксембуржцем, занявшим эти должности). Он был в плохих отношениях с высшими функционерами местной администрации, недовольными назначением человека низкого происхождения. Граф фон Вильц, губернатор Тионвиля, даже отказался от должности, чтобы, как он выразился, не получать приказов от бывшего гонца. Узнав об этом, Бек ответил аристократу: «Это правда, господин граф, я был гонцом, а стал генералом и губернатором провинции, а вот если бы вы были моим гонцом, то и остались бы им на всю жизнь». Бек усилил укрепления Люксембурга, построив в 1644 году несколько новых бастионов, один из которых был назван в его честь.
Бек, как и Ян ван Верт, был по преимуществу кавалерийским генералом. Именно его отчаянные атаки принесли испанцам победу в битве при Оннекуре 26 мая 1642, хотя вся слава досталась штатгальтеру Франсиско де Мело, придворному, не имевшему военного опыта. Развивая успех, Мело вторгся в Булонне, а Бек был оставлен во главе корпуса, оборонявшего Артуа и Эно от второй французской армии графа д'Аркура.
Зиму Бек провел в Люксембурге, а в апреле 1643 получил приказ присоединиться со своим корпусом к де Мело, собиравшемуся осадить Рокруа, но герцог Энгиенский разгромил испанцев до подхода Бека, которому оставалось только собрать разбитые части и отступить. 17 июня герцог осадил Тионвиль. Бек организовал оборону, но 8 августа был вынужден сдать город, выведя оттуда гарнизон. Тем не менее, эта осада замедлила продвижение французов, став их последним успехом в ходе кампании.
В 1644 году Бек успешно противостоял герцогу Энгиенскому, пытавшемуся вторгнуться в Люксембург. 9 апреля 1644 Филипп IV пожаловал Бека в рыцари ордена Сантьяго.
В кампанию 1645 года Бек командовал корпусом, действовавшим против голландцев. В начале октября он получил тяжелое ранение, что позволило Фредерику Хендрику осадить Хулст, сдавшийся 4 ноября.
Положение в Испанских Нидерландах становилось все хуже, и королевским патентом, данным 12 ноября 1645 в Сарагосе, Бека назначили генерал-кампмейстером  Нидерландов, поручив главное командование армией. Некоторые успехи, достигнутые им, не компенсировали все увеличивавшегося развала в рядах испанской армии.
В кампанию 1646 года он должен был командовать армией в Эльзасе, но располагал всего 3 тыс. пехоты и 1200 всадниками — тремя полками (своим, Фицджеральда и Райхелинга), к которым император должен был добавить ещё три, которые так и не прибыли. Бек присоединился к Оттавио Пикколомини, и 23 июня атаковал маршала Ранцау при Кюрне, на реке Лис; позднее руководил обороной на Шельде между Термонде и Гентом. По окончании кампании отошёл к Брюсселю на зимние квартиры.
20 августа 1648 в битве при Лансе Бек повел в атаку кроатских кавалеристов и всю лотарингскую кавалерию, лучшую, которой располагали испанцы. Принц Конде выставил против них жандармов Шатийона. Бек обрушился на французский арьергард и опрокинул его, затем ударил по жандармам, ряды которых не выдержали натиска и смешались, но Конде сумел восстановить порядок и отразить атаку, благодаря тому, что кроаты рассеялись и принялись грабить обоз неприятеля, перестав подчиняться приказам. Видя, что все потеряно, Бек устремился вперед, надеясь увлечь войска своим примером, а по мнению некоторых, искал смерти в бою. Никто за ним не последовал, он был сражен двумя выстрелами и взят в плен. Раненого в личном экипаже Конде отвезли в Аррас, где он умер через несколько дней от гангрены, отказавшись от врачебной помощи. Его останки были перевезены в Люксембург и погребены во францисканской церкви.
В 1639 году Бек купил в Люксембурге сеньории Гейсдорф и Бофор; в последней к 1648 или 1649 году в ренессансном стиле был перестроен Бофорский замок.

## Семья
Жена: Катарина ван дер Капелле, или де Ла-Шапель
Дети:
- барон Иоганн Георг фон Бек (Жан Жорж де Бек) (1625—1664). При разделе наследства получил сеньорию Видумб, богемский лен, передававшийся по мужской линии, и Бофор. Член Совета Люксембурга, рыцарь ордена Сантьяго. Жена (29.02.1652): Анна Антония фон Даун (ум. 1677), дочь Карла фон Дауна и Анны Магдалены фон Берг
- Мария Сидония фон Бек (р. 1630). Унаследовала сеньорию Гейсдорф. Муж: граф Франц Каспар Адриан фон Шеллардт-Оббендорф
- Аполлония фон Бек. Муж: Жорж де Бонд
- Мария Регина фон Бек. Муж: сеньор д'Арну